# Diesbar-Seußlitz
Diesbar-Seußlitz ist ein rechtsseitig der Elbe gelegener Ortsteil der sächsischen Gemeinde Nünchritz im Landkreis Meißen.

## Geographie
Diesbar-Seußlitz liegt am Anfang der Sächsischen Weinstraße im Elbtal des sächsischen Elblandes. Die Ortslage ist von Weinbergen umgeben. Über die S88 ist der Ort mit Nünchritz und Meißen verbunden.

## Geschichte
Der Ort wurde 1952 neu gegründet durch Zusammenlegung der Orte Diesbar und Seußlitz mit dem Ortsteil Radewitz. Ab 1948 bezog der Freie Deutsche Gewerkschaftsbund (FDGB) Diesbar und Seußlitz in den Feriendienst ein. Bis zur Wende 1989 verbrachten in 14-tägigem Turnus etwa je 200 Gäste ihren Urlaub in Diesbar-Seußlitz. Nach der Gebietsreform 1952 wurde Diesbar-Seußlitz dem Kreis Riesa im Bezirk Dresden zugeordnet. Ab 1958 wurde das ehemalige Forsthaus als Kindergarten genutzt. Dieser Kindergarten bestand bis 2011.
Ab 1959 begannen zwischen Heinrichsburg und Goldkuppe die Aufrebungen des Volksweingutes Radebeul in der Lenz-Moser-Kultur auf Flächen ehemaliger Radewitzer Neubauern. Ende der 1960er-Jahre standen 35 Hektar Reben in Radewitz. Diesbar-Seußlitz wurde damit zur größten sächsischen Weinbaugemeinde. 2005 standen in und um Diesbar-Seußlitz 60 Hektar unter Reben, das sind 15 Prozent der Rebfläche Sachsens.
In Diesbar-Seußlitz entstanden 1960 zwei LPGs Typ I (Land genossenschaftlich, Vieh privat); 1970 gingen sie in die LPG Typ III (Land und Vieh genossenschaftlich) „Frieden“ in Weißig über. Durch die besondere Situation, dass ein großer Teil von Bodenreformland vorher und auch danach an das Volksweingut in Radebeul gegangen war, konnte sich keine starke LPG entwickeln. Die Kinder der Bauern zogen es vor, Industriearbeiter oder Angestellte zu werden, sodass der Beruf Bauer in Diesbar-Seußlitz in den 1980er-Jahren ausgestorben war. Der Seußlitzer Grund wurde zum Naturschutzgebiet erklärt. Damit wurde der Wald dem Einfluss der Eigentümer (Bodenreformland) entzogen.
1961 wurde die ehemalige Schlossgärtnerei Betriebsteil der GPG Leckwitz. Auf diesem Gelände wurde bereits 1946 eine Nebenklimastation des Meteorologischen Dienstes der DDR in Betrieb genommen.
Im selben Jahr wurde der Dorfklub gegründet, bis zur Wende war er Organisator der Kulturarbeit im Ort.

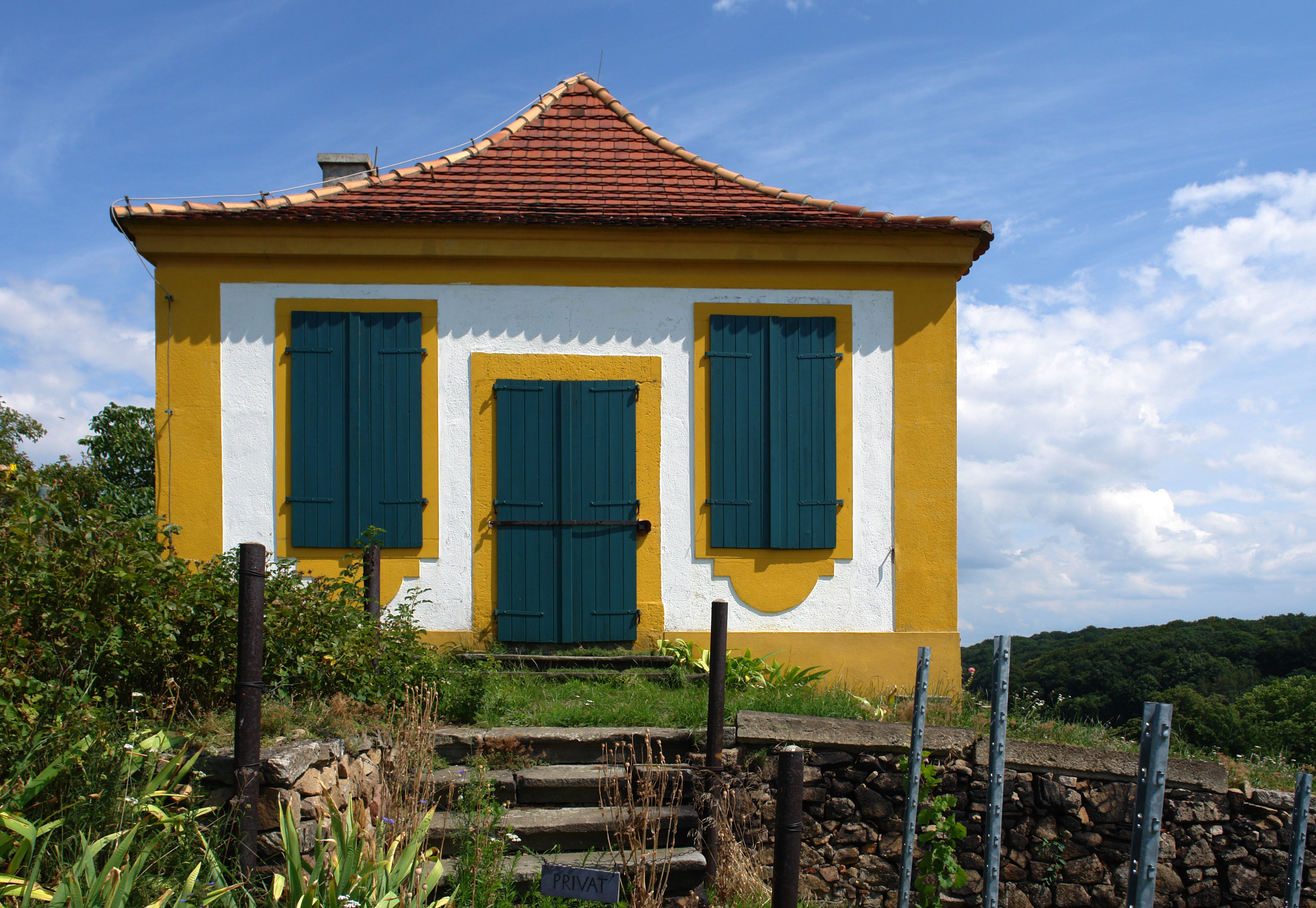
Die Luisenburg, ein Winzerhaus

Im Jahr 1968 wurden „700 Jahre Weinbau“ in Diesbar-Seußlitz gefeiert. Die Festtage mit Festzug, Großer Weinprobe, Ortsweinkönigin und Ausstellungen beruhen auf einem Irrtum, denn die Ersterwähnung des Weinbaus ist mit 1272 datiert. Diesbar-Seußlitz war die erste Gemeinde in der DDR, die nach dem Zweiten Weltkrieg eine Ortsweinkönigin kürte. 1971 hatten etwa 40 Prozent der wirtschaftlich tätigen Bewohner des Ortes in Diesbar-Seußlitz selbst einen Arbeitsplatz. 1972 wurde anstelle der einsturzgefährdeten Scheune an der Obermühle eine Freilichtbühne in freiwilliger Arbeit erbaut. Im Jahr 1973 wurde Neuseußlitz eingemeindet. Der Gondelteich wurde 1974 am Ausgang des Seußlitzer Grundes gebaut. Im Jahr 1986 wurde am Fährweg eine Kaufhalle errichtet, die heute noch existiert.
Nach der Deutschen Wiedervereinigung kam Diesbar-Seußlitz zum wiedergegründeten Freistaat Sachsen. Die folgenden Gebietsreformen in Sachsen ordneten den Ort 1994 dem Landkreis Riesa-Großenhain und 2008 dem Landkreis Meißen zu. Im Jahr 1994 wurde durch Zusammenschluss mit den Gemeinden Merschwitz und Goltzscha die Landgemeinde Diesbar-Seußlitz gebildet.
Die Original-Weinpresse von 1819 wurde zum „Haus des Gastes“ mit Fördermitteln des Freistaates umgebaut und 1998 eingeweiht.
2000 erwarb der Münchner Architekt Braunfels das Schloss und den Park bei einer Versteigerung.
2001 fand erstmals durch Initiative des Wirtestammtisches das Federweißenfest statt. Es wurde auf Anhieb ein Publikumsmagnet mit geschätzten 10.000 Besuchern. Nach dem Heiratsmarkt besitzt der Ort damit einen zweiten Jahreshöhepunkt.
Am 17. August 2002 erreichte die Elbe mit 9,40 Meter Dresdner Pegel den höchsten Stand seit der offiziellen Messung. Bis dahin war der Pegel von 8,45 Meter im Jahr 1845 der Höchststand. In Diesbar waren die Häuser an der Meißner Straße vom „Ross“ bis zum Bösen Bruder und in Seußlitz An der Weinstraße vom „Bösen Bruder“ bis zu „Lehmanns Weinstuben“ betroffen. Durch den zweitägigen Niederschlag von 150 mm kam es zu Einbrüchen von Weinbergsmauern. Die Aue, der Obstgarten und die Gärten nahe der Elbe standen unter Wasser. Das Elbwasser reichte fast bis an das alte Rittergut.
Die Eingemeindung von Diesbar-Seußlitz in die Gemeinde Nünchritz erfolgte 2003.
2004 wurden die Hochwasserschäden von 2002 von „An der Weinstraße 29“ bis zum „Bösen Bruder“ beseitigt. Die Anfang der 1990er-Jahre gebaute Trockenmauer zwischen Löwenvilla und dem Weingut Jan Ulrich hat die Jahrhundertflut unbeschadet überstanden. Im Jahr 2007 wurde unterhalb des Schlosses ein Parkplatz für Touristen gebaut. Von 2011 bis 2024 trug Diesbar-Seußlitz den Titel „staatlich anerkannter Erholungsort“. Im Juni 2013 wurde Diesbar-Seußlitz erneut vom Hochwasser getroffen und die Straße an der Elbe beschädigt. Der Schiffsanleger in Höhe von Lehmanns Weinstuben wurde weggespült und später 500 Meter flussabwärts aufgefunden.
Diesbar-Seußlitz ist geprägt von Dienstleistungsgewerbe in Form von Gastronomie, Pensionen und Fremdenverkehr sowie Weinbau im Haupt- und Nebengewerbe und Handels- und Handwerksbetrieben.

## Kultur und Sehenswürdigkeiten

### Sehenswürdigkeiten

#### Barockschloss Seußlitz

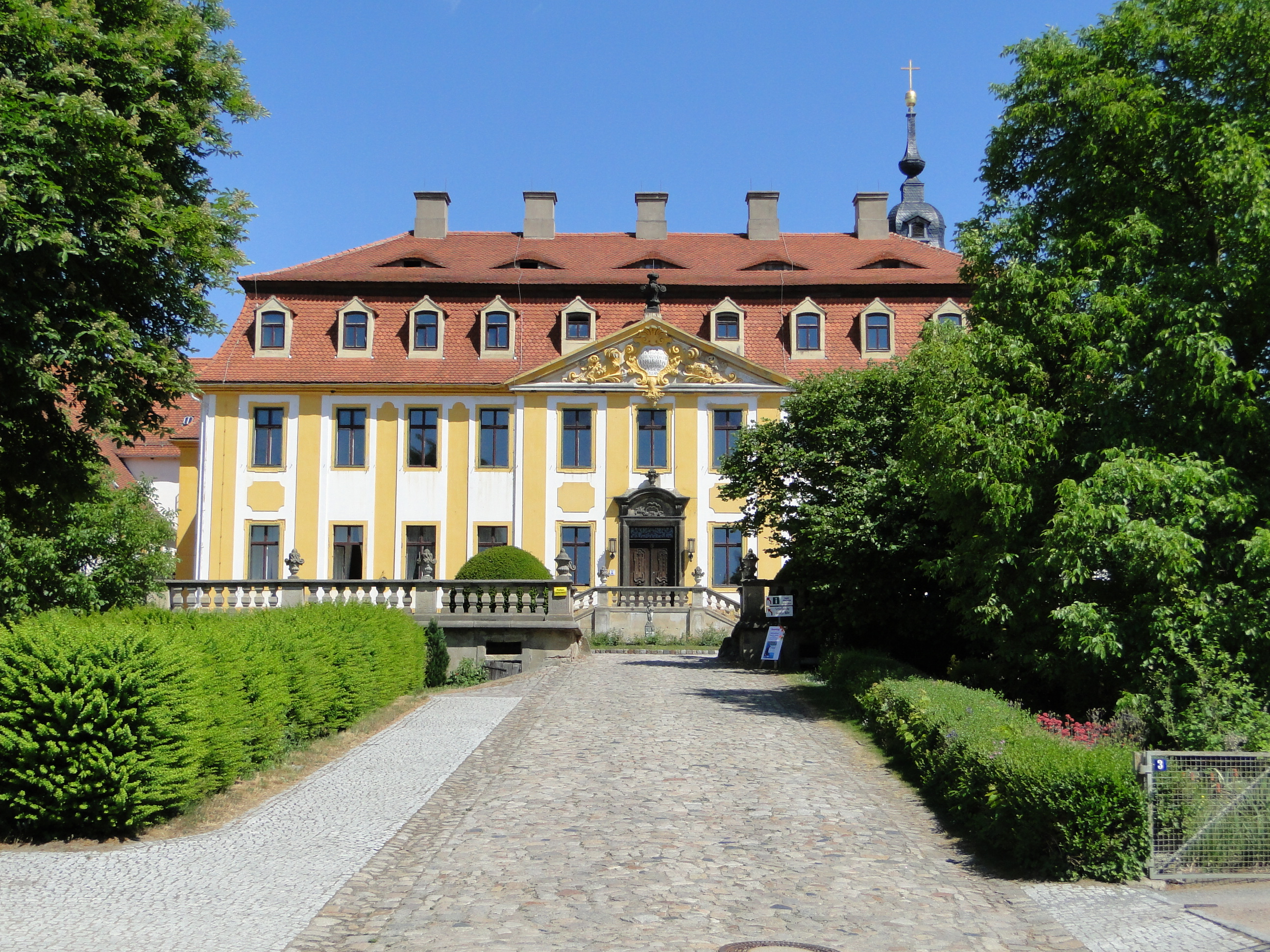
Barockschloss Seußlitz

Das Schloss in seiner heutigen Form entstand ab 1722, nachdem Graf Heinrich von Bünau ein von einem Klarissenkloster umgebautes Vorwerk erwarb. Er beauftragte den Erbauer der Dresdener Frauenkirche, George Bähr, mit dem Umbau des Schlosses, des vorgelagerten Gutsbereichs sowie des Schlossgartens im Stile des Barocks.

#### Schlossgarten
Der Schlossgarten ist im französischen und englischen Gartenbaustil mit Skulpturen, die die Jahreszeiten bzw. die Monate versinnbildlichen, gehalten. Die Figuren stammen aus der Werkstatt von Balthasar Permoser, einem der bedeutendsten Bildhauer des Barock. An der Südseite des Schlosses und der angeschlossenen Kirche bestimmt der französische Gartenstil das Bild. Hier verläuft eine 15 Meter breite und mit Platanen bestandene Terrasse, die mit Sandsteinfiguren und steinernen Blumenvasen begrenzt ist. Der englische Landschaftspark erstreckt sich östlich bis zum Ortsausgang. Er besitzt einen reichen Baumbestand aus Ginkgo, Sumpfzypresse, Ziereiche, Silberahorn und anderen Arten. Ein Teich mit unregelmäßiger Uferlinie ist in den Park eingeschlossen.

#### Heinrichsburg
Die Heinrichsburg ist ein schlichtes zweistöckiges Gartenhaus. Es liegt oberhalb von vier Stufenterrassen. Das Haus ist nach dem Grafen Heinrich von Bünau benannt. Es wurde nach den Plänen von George Bähr 1725 bis 1726 erbaut. Von der Heinrichsburg aus hat man einen Blick ins Elbtal stromauf bis Zehren und stromab bis Boritz. Von 1944 bis 1947 wohnte und arbeitete der Maler Karl Kröner (1887–1972) in der Heinrichsburg, da sein Haus in Radebeul abgebrannt war. Ab 1955 wurde der kleine Saal im Obergeschoss als Kulturraum für die FDGB-Urlauber genutzt. Die Heinrichsburg ist seit 2008 an den Weinbauverein als Vereinsdomizil und Ausstellungsmöglichkeit verpachtet.

#### Luisenburg
Das barocke Winzerhaus liegt gegenüber der Heinrichsburg auf der westlichen Seite des Schlosses im Schlossweinberg. Das Haus wurde nach 1725 errichtet und ist ein Erdgeschossbau mit Walmdach.

#### Haus des Gastes
Das Gebäude wurde 1819 auf dem Gelände des ehemaligen Klosters und späteren Schlosses erbaut. Das Gebäude mit der Bezeichnung „Alte Presse“ nimmt Bezug auf eine Weinpresse, die im Erdgeschoss des Gebäudes gestanden hat. Der Umbau des Hauses zum heutigen „Haus des Gastes“ erfolgte von 1996 bis 1997.

#### George-Bähr-Kirche
Im Zuge des Umbaus des Schlosses im Auftrag des Grafen Heinrich von Bünau wurde auch die spätgotische Schlosskirche 1725/26 durch George Bähr im Stil des Barocks umgebaut. Auf dem Kirchhof sind Denkmale und Sandsteinsärge der ehemaligen Besitzer des Schlosses ausgestellt.

#### Seußlitzer Grund
Der Seußlitzer Grund ist eines der größten Seitentäler der Elbe. Das 106 Hektar große Naturschutzgebiet bietet viele Wandermöglichkeiten, ausgewählte mit einem Ausblick auf das Elbtal.

#### Böser Bruder

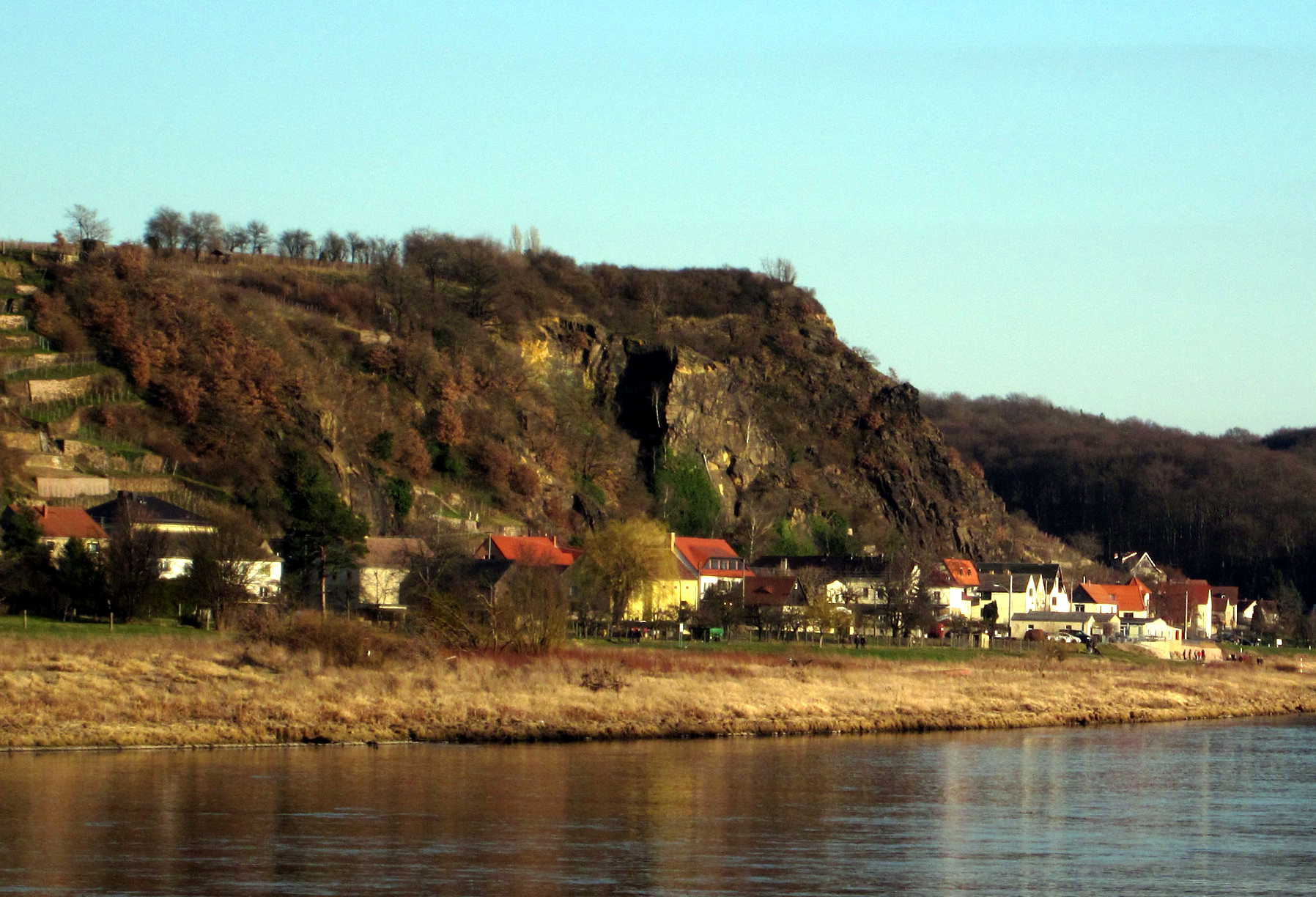
Böser Bruder von Niederlommatzsch aus

Die etwa 40 Meter hohe Gesteinswand liegt zwischen den Ortslagen Diesbar und Seußlitz. Der böse Bruder verdankt seine Entstehung dem Steinabbau, der bis 1965 betrieben wurde. Der Name galt im Volksmund einem Felsvorsprung, dessen Umrisse einem Gesicht ähnelten. Mit diesem Gesicht verband sich eine Sage von zwei Brüdern, die dasselbe Mädchen liebten. Der abgewiesene Liebhaber soll in Stein verwandelt worden sein, nachdem er seinen Bruder den Felsen herabgestürzt hatte.
Sprengungen in den Jahren 1937 und 1961 ließen das Felsgesicht vollständig verschwinden. Der Steinbruch wurde 1975 durch einen Damm abgeschlossen, um Straße und Häuser vor Steinschlag zu schützen. Zusätzlich wurden Heckenrosen und Pappeln gepflanzt.

#### Goldkuppe
Zwischen dem Elbtal und dem Seußlitzer Grund erstreckt sich ein Geländerücken, dessen höchste Erhebung als Goldkuppe bezeichnet wird. Von hier bis zur Heinrichsburg erstreckt sich ein bronzezeitlicher Burgwall. Es handelt sich um eine der größten Befestigungen aus der Zeit der Lausitzer Kultur. Die Befestigungsanlage war etwa 1100 Meter lang und 400 Meter breit. Umliegende Wallreste mit Vorburg sind noch erkennbar.

### Veranstaltungen
- Schützenfest am ersten Septemberwochenende
- Federweißermeile am dritten Septemberwochenende

## Infrastruktur
Eine Personenfähre verbindet Diesbar-Seußlitz mit Niederlommatzsch. An der Elbe gibt es zwei Anlegestellen der Sächsischen Dampfschifffahrt und für Wassersportler.
Diesbar-Seußlitz ist über eine Regionalbuslinie mit Meißen und Nünchritz verbunden. Die Busse dieser Linie führen in der Saison einen Anhänger zum Fahrradtransport mit sich. Durch den Ort führt der Elberadweg.
Über den Bahnhof Meißen besteht eine Anbindung zur S-Bahn Meißen–Dresden. Eine Bahnanbindung besteht zum Regionalexpress Leipzig–Dresden über den Haltepunkt Nünchritz.